# Arthur Ernst Glasewald
Arthur Ernst Glasewald (* 2. August 1861 in Gößnitz; † 16. September 1926 ebenda) war ein Philatelist und Chronist seiner Heimatstadt. Nach ihm ist die Glasewald-Medaille für besondere Verdienste zur Erforschung von Privatpostunternehmen benannt.

## Leben und Wirken
Arthur Ernst Glasewald war Sohn des Buchbindermeisters Arthur Glasewald. Er selbst war ursprünglich von Beruf Buchbinder; später war er Briefmarkenhändler. Mit dem Sammeln von Briefmarken begann er bereits mit sieben Jahren als Schüler. Sein Vater, der 10 Jahre durch Skandinavien gereist war, bot ihm einen Grundstock. Weiteres Material kam von seinem in den USA lebenden Onkel dazu. Nach seiner Lehre als Buchbinder ging er 1878 auf die Walz. Er arbeitete bis 1882 bei dem Buchhändler Löwenthal in Kassel, der große Bogen von Briefmarken in seinem Schaufenster zum Verkauf anbot. Auf Glasewalds Initiative hin wurde am 17. November 1881 der Casseler Philatelisten-Club gegründet, der sich ab 1895 Verein für Briefmarkenkunde zu Cassel nannte. 1880/81 trat er in die Buchhandlung im evangelischen Vereinshaus (Haus Löwental) in Kassel ein, welche eine Briefmarkenabteilung pflegte und für die Mission des syrischen Waisenhauses in Jerusalem aus aller Welt Kisten mit Briefmarken erhielt. 1883 begann er als erster gelernter Briefmarkenhändler bei dem damals international bedeutenden Markengroßhändler Julius Goldner, von dem er sich aber wegen dessen Nachdruckschwemme, speziell zu Helgoland, alsbald trennte, nachdem er noch zuvor den Anstoß zur Gründung des Vereins für Briefmarkenkunde gegeben hatte.
1885 wurde er Geschäftsführer bei H.J. Dauth, dem Betreiber eines Papierwarengeschäfts mit Briefmarkenhandel in Frankfurt am Main. Glasewald übernahm gleichzeitig die Redaktion der „Frankfurter Briefmarken-Zeitung“. Während dieser Zeit nahm er auch aktiv am Vereinsleben des Vereins für Briefmarkenkunde von 1878 Frankfurt am Main teil.
Seit 15. März 1886 war er selbständiger Briefmarkenhändler in Gößnitz und wurde um 1900 leitender Geschäftsführer der Bundesprüfstelle für Philatelie. In einer Prüferliste des Bundes Deutscher und Österr. Philatelisten-Vereine aus dem Jahre 1897 wird er bereits als Generalprüfer, aber auch als Spezialprüfer für Baden, Süd-Bulgarien, Griechenland und Thurn & Taxis ausgewiesen.
Er gilt als bedeutender Philatelist mit großem Wirkungsfeld und großer Ausstrahlungskraft. Als Bekämpfer des Fälschungsunwesens – er wurde immer wieder als gerichtlicher Gutachter herangezogen – half er bei der Begriffsbildung mit, um die Dinge beim Namen nennen zu können. Glasewald regte als erster die Ausgabe von Wohlfahrtsmarken an, um damit Not lindern zu können; Sammler seit der Kindheit, übergab seinen Briefmarkenhandel 1922 an seinen Sohn, widmete sich fortan nur der Markenprüfung und der Leitung des Deutschen Philatelisten-Verbandes.

## Auszeichnungen
- 1920: Lindenberg-Medaille
- 1925: Hans-Wagner-Medaille